# Новофедорівська сільська рада (Березанський район)
Новофе́дорівська сільська́ ра́да — колишня  адміністративно-територіальна одиниця та орган місцевого самоврядування в Березанському районі Миколаївської області. Адміністративний центр — село Новофедорівка.

## Загальні відомості
Новофедорівська сільська рада утворена 21 жовтня 1985 року.
- Територія ради: 765,668 км²
- Населення ради: 1 183 особи (станом на 2001 рік)

## Населені пункти
Сільській раді підпорядковані населені пункти:
- с. Новофедорівка
- с. Федорівка

## Склад ради
Рада складається з 16 депутатів та голови.
- Голова ради: Степаненко Наталія Василівна

### Керівний склад попередніх скликань
| Прізвище, ім'я, по батькові  | Основні відомості                                                         | Дата обрання | Дата звільнення |
| ---------------------------- | ------------------------------------------------------------------------- | ------------ | --------------- |
| Степаненко Наталія Василівна | Сільський голова, 1960 року народження, освіта вища, член Партії регіонів | 26.03.2006   | 31.10.2010      |
| Степаненко Наталія Василівна | Сільський голова, 1960 року народження, освіта вища, член Партії регіонів | 31.10.2010   |                 |

Примітка: таблиця складена за даними сайту Верховної Ради України

### Депутати
За результатами місцевих виборів 2010 року депутатами ради стали:

#### За суб'єктами висування
| Суб'єкт висування           | Кількість обраних депутатів | %    |
| --------------------------- | --------------------------- | ---- |
| Самовисування               | 9                           | 56,3 |
| Партія регіонів             | 6                           | 37,5 |
| Комуністична партія України | 1                           | 6,3  |

#### За округами
| № округу                    | Прізвище, ім'я, по батькові      | Дата визнання обраним | Освіта             | Партійна приналежність                        | Відомості про обраного депутата                 |
| --------------------------- | -------------------------------- | --------------------- | ------------------ | --------------------------------------------- | ----------------------------------------------- |
| Комуністична партія України |                                  |                       |                    |                                               |                                                 |
| 5                           | Тимофєєва Світлана Дмитрівна     | 02.11.2010            | середня спеціальна | позапартійна                                  | тимчасово не працює                             |
| Партія регіонів             |                                  |                       |                    |                                               |                                                 |
| 2                           | Талько Ірина Ярославівна         | 02.11.2010            | середня            | член Партії регіонів                          | Сільська рада, землевпорядник                   |
| 9                           | Гуска Олена Олександрівна        | 02.11.2010            | вища               | позапартійна                                  | Новофедорівська загальноосвітня школа, вчитель  |
| 10                          | Герасименко Валентина Степанівна | 02.11.2010            | вища               | позапартійна                                  | Новофедорівська загальноосвітня школа, директор |
| 11                          | Чилей Володимир Іларіонович      | 02.11.2010            | вища               | позапартійний                                 | ООО «Причорноморє», директор                    |
| 14                          | Петровська Ірина Іванівна        | 02.11.2010            | середня спеціальна | член Партії регіонів                          | Сільська рада, соціальний працівник             |
| 16                          | Кунець Андрій Миронович          | 02.11.2010            | середня спеціальна | позапартійний                                 | Новофедорівське ГКП, директор                   |
| Самовисування               |                                  |                       |                    |                                               |                                                 |
| 1                           | Замойська Алла Дмитрівна         | 15.11.2010            | середня            | член Всеукраїнського об'єднання «Батьківщина» | тимчасово не працює                             |
| 3                           | Лук'янов Володимир Борисович     | 28.12.2010            | вища               | позапартійний                                 | пенсіонер                                       |
| 4                           | Цуканова Любов Андріївна         | 02.11.2010            | середня спеціальна | позапартійна                                  | ПП «Остафій», менеджер                          |
| 6                           | Сучок Ірина Миколаївна           | 02.11.2010            | вища               | позапартійна                                  | тимчасово не працює                             |
| 7                           | Скотник Микола Михайлович        | 02.11.2010            | середня спеціальна | позапартійний                                 | ФГ «Флора-Юга», голова                          |
| 8                           | Пузан Наталя Георгіївна          | 02.11.2010            | середня спеціальна | член Всеукраїнського об'єднання «Батьківщина» | тимчасово не працює                             |
| 12                          | Гребень Валерій Сергійович       | 02.11.2010            | середня спеціальна | позапартійний                                 | приватний підприємець                           |
| 13                          | Гузенко Валентина Анатоліївна    | 02.11.2010            | середня спеціальна | позапартійна                                  | ЗАТ «ТІСС», прибиральниця                       |
| 15                          | Моторко Любов Захарівна          | 02.11.2010            | середня спеціальна | позапартійна                                  | тимчасово не працює                             |